# Radiocadena Española
Radiocadena Española (RCE) fue una cadena de radio española de titularidad pública, integrada en el ente público RTVE. Se centraba en la radio local, de los municipios y las asociaciones de vecinos, sin perder su carácter nacional y el hecho de que era una sociedad estatal. De carácter comercial, admitía publicidad para conseguir rentabilidad y potenciar la frecuencia modulada para conectar con una audiencia a la que, hasta entonces, no se podía llevar a través de la onda media una programación cultural e informativa propia.  
En 1989, todas las emisoras de RCE pasaron a formar parte de Radio Nacional de España.

## Historia
Radiocadena Española (RCE) surgió de la fusión de tres cadenas de radio: 
- Red de Emisoras del Movimiento (REM, emisoras Voz de...).
- Cadena Azul de Radiodifusión (CAR, emisoras Radio Juventud de...).
- Cadena de Emisoras Sindicales (CES).

Nació como entidad en 1974, con la fusión de las emisoras de la Red de Emisoras del Movimiento 'La Voz' y la Cadena Azul de Radiodifusión 'Radio Juventud', operando bajo el nombre comercial de Radio Juventud-La Voz, e integrándose en la Delegación Nacional de Prensa y Radio del Movimiento. La Voz de Madrid pasó a ser la emisora de cabecera. El 4 de diciembre de 1978 se publicó un Real Decreto del Ministerio de Cultura por el que se ordenaba su incorporación al Ente Público RTVE, quedando estructurado en tres sociedades estatales: Televisión Española (TVE), Radio Nacional de España (RNE) y Radiocadena Española (RCE). La Radiocadena Española REM-CAR y la Cadena de Emisoras Sindicales se fusionaron, y a partir de 1981 todas las emisoras adoptaron el nombre de Radiocadena Española.
Radiocadena Española fue dirigida por Óscar Nuñez Mayo, con José León Delestal como jefe de programas, jefe de informativos y coordinador del Festival de la Canción de Benidorm, hasta 1980, siendo remplazado por Juan Fernández Lozano y quedando Luis del Val como jefe de informativos.
La emisora central de la REM era La Voz de Madrid, en Ayala 15, Madrid, dirigida por Julio del Caño, siendo jefe de emisiones y de programas Enrique Álvarez del Castillo, y luego pasó a denominarse Radiocadena Madrid bajo la dirección de Ernesto Pérez de Lama en 1981.
En 1987, Radiocadena Española trasladó sus sedes administrativas de Ayala 15 (REM), de Diego de León 47 (CAR, Radio Juventud y Productora de Programas, dirigidas por Ernesto Pérez de Lama y Ruiz Butrón, respectivamente), y de Huertas 73 (CES, Radio Centro, dirigida por Juan Ignacio del Álamo) centralizando la administración en Calle Princesa, 24 y después en Calle de La Reina.
Las emisiones pasaron a centralizarse en Huertas, 73, con Jesús Molinuevo como jefe de emisiones, cerrando la productora de Diego de León y pasando la producción de programas a la calle de Ayala, 15 bajo la dirección de Enrique Álvarez del Castillo. El director de informativos era José María Torre-Cervigón.
Las emisiones desde los estudios centrales de Radiocadena Española se realizaban y producían en las plantas superiores del edificio sindical sito en Calle Huertas, 73, para las programaciones de Radiocadena (convencional), Radiocadena Compás (Oldies y música ligera) y Radiocadena Pop (Música juvenil). Este inmueble también fue sede del Diario Pueblo, entonces dirigido por Emilio Romero. En la actualidad, este edificio alberga el Consejo Económico y Social de la Comunidad de Madrid.
Después pasaron emisiones, producción y administración al edificio de la antigua sede de No-Do, poco antes de fusionarse RCE con RNE para convertirse en la sede del Centro Territorial de RNE en Madrid, y después en sede para el Servicio Mundial de Radio Exterior de España REE.
Radiocadena Española estaba formada por un conjunto de 70 emisoras locales distribuidas por todo el país. Con una plantilla de más de mil trabajadores, contaban con escasos medios, en gran parte obsoletos, con problemas de déficit presupuestario y de explotación. Al igual que Radio Peninsular era de carácter comercial.
Bajo la dirección, primero de Juan Fernández Lozano, y después de Luis del Val, en 1980 se renovó la programación, con Eduardo García Matilla desde la Dirección de Programas. De la Dirección de los Servicios Informativos se encargó durante aquella etapa Juan Van-Halen que dinamizó la información de los centros regionales, que lo fue hasta 1982 y antes había dirigido el informativo de las 20:00. Si bien Radiocadena Española se enfocaba especialmente hacia las emisiones locales, se había reservado un 31% de su horario a la programación nacional, potenciando por ejemplo, la emisión de espacios dirigidos a los jóvenes: Radiocadena FM, con la presentación de Antonio Fernández y Rafa Fuentes, Búmerang, con Agustín Galán, El cubo mágico o El búho musical de Paco Pérez Bryan. 
Con el nombre del informativo en cadena creado por José León Delestal, Radiocadena Actualidad y bajo la dirección de María Teresa Campos, se impulsaron tres programas informativos de media hora cada uno: a las 8:30, a las 14:30 y a las 23:30; con las presentaciones de Cándida Godoy, Antonio San José, Estrella Moreno, Begoña Pérez, Javier Lostalé y Agustín Castellote en deportes.
Con una tradición importante de programas de épocas anteriores, uno de los programas más conocidos desde finales de los setenta era Apueste por una, presentado por María Teresa Campos y Patricia Ballesteros, de 19:00 a 20:00. Tutti frutti con Federico Pérez de Lema a medianoche fue otro de los programas más recordados de esta época. También El pupitre loco, presentado por Manolo Hernández Hurtado y Juan Herrera, sobre una sintonía borreguil, aparecía en las noches de los fines de semana.
En 1981, Radiocadena Española alcanzaba una audiencia de tres millones de oyentes, solo por detrás de la Cadena SER y RNE, y por delante de la Cadena COPE.
En 1982 se fichó al prestigioso locutor Luis del Olmo, para la dirección y presentación del espacio Hora Punta, que permaneció en antena durante un año.
En diciembre de 1982, tras la victoria del PSOE en las Elecciones Generales, se produce el nombramiento de José María Calviño como director general del Ente Público RTVE. Ramón Criado pasa a ser designado Director de Radiocadena Española. La nueva dirección propugna nuevos cambios en la programación, encargándose también Joaquín Prat de presentar programas patrocinados por firmas comerciales.
Los demás colaboradores fueron masiva y sistemáticamente despedidos, perdiendo el pleito laboral contra RTVE a pesar de sus encierros en las sedes de RCE apoyados incluso por Luis del Olmo. 
Nueve meses más tarde, Ramón Criado fue nombrado Director de TVE y es sustituido por Jordi García Candau.
Entre 1981 y la reorganización hecha en 1983, RCE, entendida como entidad, disponía de 3 emisoras diferentes, una para cada frecuencia de onda media: la de la REM 'La Voz' adoptó el nombre de Radiocadena 1, la de la CAR 'Radio Juventud' adoptó el de Radiocadena 2, y la de la CES (Radio Centro en Madrid) adoptó el de Radiocadena 3. La frecuencia de FM de la CES adoptó el nombre de Radiocadena 4.
Fue a partir de 1983, con la reestructuración de Radiocadena Española, cuando las emisoras se unificaron en una sola en onda media y, en algunos lugares se amplió la cantidad de frecuencias en FM (hasta dos), con el fin de crear, a partir del 20 de junio, tres emisoras en las frecuencias en FM: Radiocadena Pop, una radiofórmula de música pop con programación local, emitida en algunas frecuencias, Radiocadena Compás, una radiofórmula de música oldie, que también contaba con programación local y era emitida en las demás frecuencias, y Radiocadena Flamenca, emitida solo en Andalucía. La programación local se emitía conjuntamente en la RCE genérica, en onda media, y en Radiocadena Pop (o, en su lugar, Radiocadena Flamenca) y/o Radiocadena Compás. La RCE genérica, que emitía en FM (Radiocadena 4), fue sustituida por una de las nuevas emisoras (o, en caso de que hubiese más de una frecuencia, por las dos), y esta pasó a emitirse únicamente en onda media.
También a partir de 1983, en la Comunidad Valenciana empieza a operar bajo el nombre de Ràdio Cadena Valenciana, y se convierte en emisora autonómica.
Con el nombramiento de Pilar Miró como directora general de RTVE en octubre de 1986, Clara Isabel Francia pasó a asumir la dirección de Radiocadena Española con el objetivo de iniciar su desmantelación, debido a la crisis económica que atravesaba el sector público generada por la aparición de las televisiones privadas (los ingresos por publicidad en TVE no eran suficientes ni siquiera para financiar a RNE).
En 1989, las 70 emisoras de Radiocadena Española se fusionaron con Radio Nacional de España, dando lugar a Radio 4 de RNE, una cadena de 24 emisoras de ámbito autonómico en Frecuencia Modulada. Su elevado coste económico fue la causa de su desaparición a las 20:00. del 24 de julio de 1991 (con la excepción de Ràdio 4 en Cataluña), pasando algunos postes FM a emitir la señal regional de Radio 1 de RNE y el resto a distribuir la señal de Radio 5.
En 1989, las 46 emisoras restantes de la extinta Radiocadena Española formaron Radio 5, una cadena de ámbito local y de marcado carácter comercial, siguiendo el modelo de Radio Peninsular (desaparecida en 1984). Su escasa rentabilidad provocó el 18 de abril de 1994 su definitiva reconversión en radiofórmula informativa Todo Noticias. Entre 2012 y 2013, fue renombrada de manera temporal como “Radio 5 Información”.
Las emisoras locales en FM de la red de Radiocadena Española, Radiocadena Pop (o Radiocadena Flamenca), que fue sustituida mayoritariamente por Radio 4 (o por Radio 4 Canal Pop Madrid), y Radiocadena Compás, que fue mayoritariamente sustituida por Radio 5 (o Radio 4 Compás en Madrid hasta 1990) en FM. En onda media, la señal genérica local de Radiocadena Española pasó a emitir Radio 5.

## Imagen corporativa

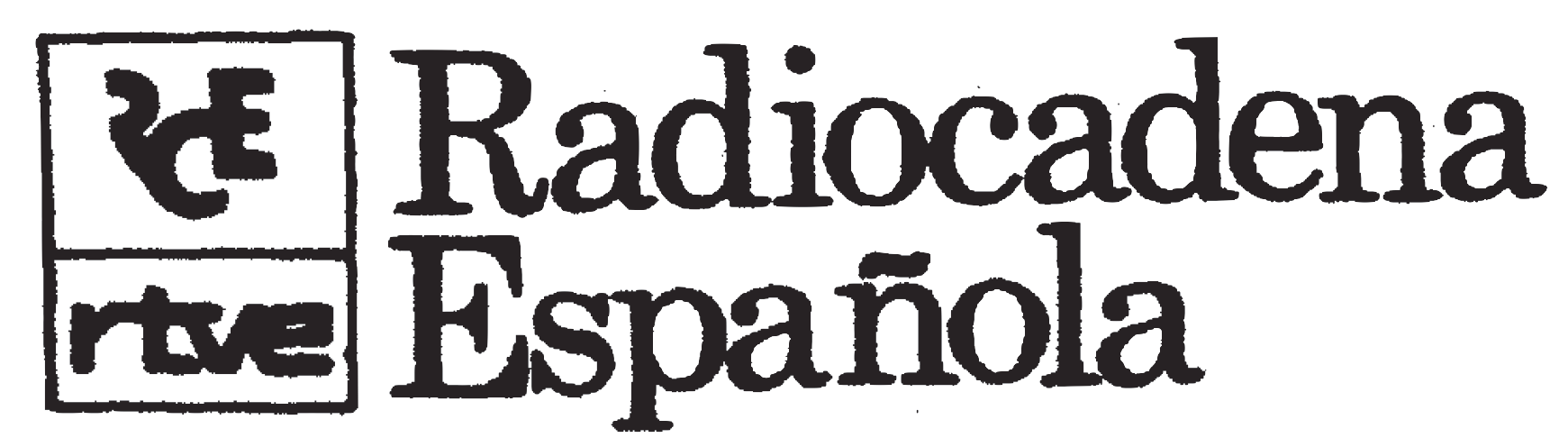
Logotipo de Radiocadena Española entre 1978 y 1983.
Logotipo de Radiocadena Española entre 1983 y 1989.

## Dirección de Radiocadena Española
- Óscar Nuñez Mayo  (1978-1979)
- Juan Fernández Lozano (1979-1981)
- Luis del Val (1981-1982)
- Ramón Criado (1982-1983)
- Jordi García Candau (1983-1986)
- Clara Isabel Francia (1986-1988)